# Douratchka Reka
Douratchka Reka o Duračka Reka es un pueblo ubicado en el municipio de Kriva Palanka, en Macedonia del Norte.

## Superficie
Posee una superficie de 23,44 kilómetros cuadrados.

## Demografía
Hasta 2021 la población era de 250 habitantes, con una densidad de población de 10,67 habitantes por kilómetro cuadrado.